# Polytéréphtalate de triméthylène
Le polytéréphtalate de triméthylène ou polytriméthylène téréphtalate, abrégé en PTT, est un polymère de type polyester synthétisé pour la première fois et breveté en 1941,. Similaire au polytéréphtalate d'éthylène (PET), le PTT est utilisé pour fabriquer des fibres de tapis.

## Fabrication
Il est produit par polymérisation par étapes, qui dans ce cas précis est une transestérification. Les deux monomères utilisés sont le propane-1,3-diol et l'acide téréphtalique ou le téréphthalate de diméthyle.
| Schéma réactionnel du PTT fabrication … | Schéma réactionnel du PTT fabrication … |
| --------------------------------------- | --------------------------------------- |
|                                         | … par estérification.                   |
|                                         | … par transestérification.              |